# Stadler Frieda
Stadler Frieda, keresztneve magyaros írásmóddal Frida (Temesvár, 1889. december 15. – Budapest, 1969. április 29.) tanítónő, nevelési művek írója, a magyar katolikus leányifjúsági mozgalom megalapítója.

## Élete
Bánáti sváb tisztviselő családból származott. A temesvári Miasszonyunk Intézetben szerzett tanítónői oklevelet, majd Lippán és Nyitrabányán tanított. 1912-ben – amikor Buttykai Antal OFM Budapesten megkezdte a katolikus leányok szervezését, Stadler a fővárosba költözött, és az Actio Catholica munkása lett, illetve csatlakozott a Farkas Edith által alapított Szociális Missziótársulathoz. Slachta Margit hatására hagyta ott ott tanítói állását, hogy az ország leányifjúságának nevelője legyen. Slachta 1914-ben Berlinbe küldte a munkásleányok helyzetének tanulmányozására. 1914–1918 között a Bethánia Hadiárvaház igazgatója. 1917-ben Erdélyben végzett szervezői munkát annak érdekében, hogy minden helyi csoportnak, csatlakozott plébániai, egyházközségi körnek meglegyen egy magasabb lelkiségű nő irányította ifjúsági tisztikara. 1923-ban Buttykai megbízásából a Katolikus Leányok Országos Szövetségének szervezője. 1939–1944 között az Országos Magyar Sajtókamara újságíró szakosztályának tagja.
Az 1948-as kommunista hatalomátvétel után a katolikus nevelői mozgalmakat megszüntették, Stadler ettől kezdve nyelvtanításból élt. 1969-ben hunyt el 79 éves korában.

## Művei
- (összeállítottaː) A Magyar Jövő leánynaptára 1921/22–1924/25 (1923/24: Leányok naptára címmel), Budapest, 1921–1924
- Kakuk Piroska naplója [elbeszélés], Budapest, é. n. [1921]
- Kakuk Piroska további története [ifjúsági elvbeszélés], Budapest, é. n. [1924]
- Funchaltól – Brüsszelig. Lequeitio királyi családunk életében, Budapest, 1929
- Valaki vár engem [leánynevelési mű], Budapest, 1934
- Szeretnéd, ha szeretnének? [leánynevelési mű], Budapest, é. n. [1936]
- Újrafoglalt régi gyöngyök [leánynevelési mű], Budapest, é. n. [1940]
- Mit, mikor, hogyan kell tenni, hogy szép, okos és helyes legyen? Gr. Zichy Rafaelnével közösen [leánynevelési mű], Budapest, 1940
- Keresgélés rövidhullámon [elbeszélések], Budapest, é. n. [1941]
- A magányos gyümölcsfa [regény], Budapest, é. n. [1944]

## Általa szerkesztett Folyóiratok
- 1919. X. 23. – 1944. X. 4. (?): a Nagyasszonyunk szerkesztője, 1935. IX. – 1944. XI. (?): felelős szerkesztője
- 1920. III. – 1922. IV.: a Magyar Nő társszerkesztője
- 1924. X. 15. – 1925. XII.: a Katholikus Háziasszonyok Lapja felelős szerkesztője
- 1929. I. – 1929. X.: a Katholikus Nők Lapja felelős szerkesztője
- 1931. I. – 1933. XII.: a Mai Lány felelős szerkesztője
- 1934. I. – 1935. XII.: az Asszonyok-Leányok felelős szerkesztője
- 1943. I. 15. – 1945. XII.: A Lélek Szava társszerkesztője
- 1946. IX. – 1948. I.: Pantol Mártonnal a Zászlónk társszerkesztője